# EVOL
EVOL is het derde studioalbum van de noise rockband Sonic Youth, uitgegeven in 1986 op SST Records. De albumhoes toont een foto van Lung Leg, een still genomen uit Submit to Me Now, een film van Richard Kern. Dit is het eerste album waarop drummer Steve Shelley de plaats van drummer Bob Bert inneemt.
Tevens schreef Lydia Lunch mee aan het nummer Marilyn Moore.

## Tribute
Het Amsterdamse That Dam! Magazine gaf in samenwerking met het onafhankelijke platenlabel Narrominded in 2006 een tribute-cd uit wegens het 20-jarige jubileum van dit album. De muziek op deze cd werd gespeeld door een groep voornamelijk Amsterdamse bands. Elke band coverde een van de liedjes. Lee Ranaldo had een bijdrage in het magazine That Dam! dat samen met deze cd-uitgave uitgebracht werd.

## Track listing
1. "Tom Violence" – 3:05
2. "Shadow of a Doubt" – 3:32
3. "Starpower" – 4:48
4. "In the Kingdom #19" – 3:24
5. "Green Light" – 3:46
6. "Death to Our Friends" – 3:16
7. "Secret Girl" – 2:54
8. "Marilyn Moore" – 4:04
9. "Expressway to Yr. Skull" (aka The Crucifixion of Sean Penn/Madonna, Sean and Me) – 7:19

### CD bonustrack
1. "Bubblegum" (Kim Fowley) – 2:49

## Muzikanten
- Lee Ranaldo – gitaar, zang
- Kim Gordon – basgitaar, gitaar, zang
- Thurston Moore – gitaar, zang, Moogsynthesiser
- Steve Shelley – drums
- Mike Watt – basgitaar